# Университет Калабрии
Университет Калабрии (итал. Università della Calabria, UNICAL) — государственный университет на юге Италии. Расположен недалеко от города Ренде, в провинции Козенца, регион Калабрия. Основан в 1972 году. Среди его основателей Бениамино Андреатта , Джорджо Гальяни, Пьетро Буччи и Паоло Силос Лабини. В настоящее время[когда?] в университете обучается около 35 000 студентов, 800 преподавателей и научных сотрудников.

## Кампус
Кампус университета расположен в Аркавакате, небольшой деревне в 10 км от Козенцы и в 4 км от центра города Ренде. Здания кампуса расположены вдоль подвесного моста, длина которого составляет 1,3 километра. Студенты живут в жилых кварталах рядом с университетом. Кампус разделен на десять резиденций: Чиодо 1, Чиодо 2, Мезонетт, Мартенсон А, Мартенсон Б, Моличелле, Моначи, Нервозо, Сан Дженнаро, Сократ, Де Лието. На территории кампуса находится Музей естественной истории Калабрии и ботанический сад.

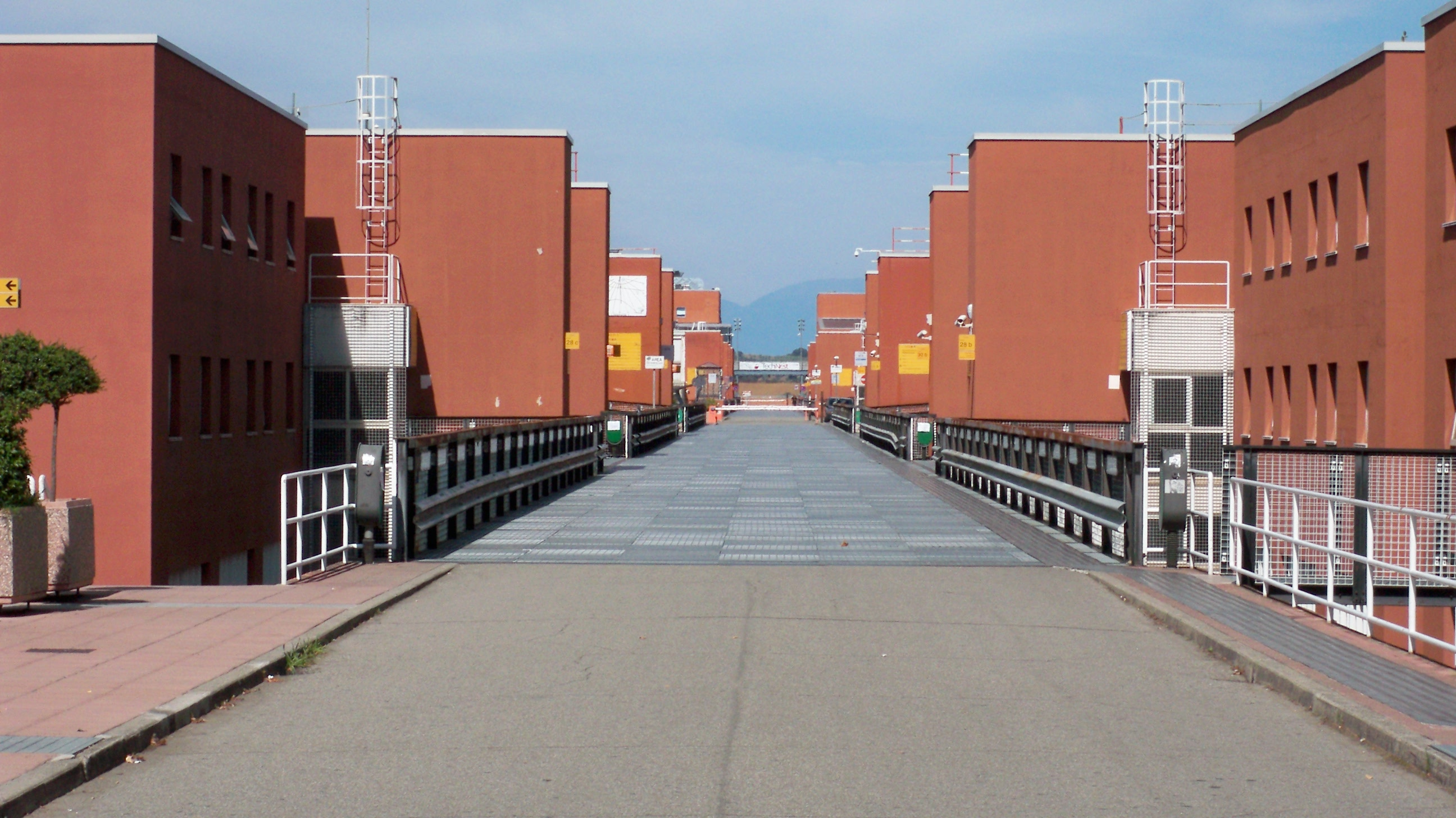
Университет Калабрии (2012)

## Структура
Первоначально обучение велось на шести факультетах (facoltà):
- Факультет экономики (Economia)
- Фармацевтический факультет (Farmacia)
- Инженерный факультет (Ingegneria)
- Факультет литературы и философии (Lettere e Filosofia)
- Факультет математики, физики и естественных наук (Scienze Matematiche, Fisiche e Naturali)
- Факультет политологии (Scienze Politiche)

В настоящее время факультеты заменены делением на 14 департаментов (dipartimenti), предлагающих в общей сложности 80 программ на получение степени бакалавра и магистра, 22 аспирантских программы и 10 докторских:
- Биология, экология и науки о Земле
- Химия и химические технологии
- Культура, образование и общество
- Экономика, статистика и финансы
- Фармацевтика и наука о здоровом питании
- Физика
- Гражданское строительство
- Инженерия окружающей среды
- Компьютерная инженерия, моделирование, электроника и системы
- Машиностроение, энергетика и менеджмент
- Математика и информатика
- Бизнес и право
- Политические и социальные науки
- Гуманитарные исследования

Университет Калабрии предлагает 3 магистерских курса полностью на английском языке: Компьютерная наука , Финансы и страхование, и Компьютерная инженерия для Интернета вещей. Для всех иностранных студентов бесплатно предлагается интенсивный курс итальянского языка и культуры.

## Ректоры
- Беньямино Андреатта (1971—1975)
- Чезаре Рода (1975—1978)
- Пьетро Буччи (1978—1987)
- Росарио Айелло (1987—1990)
- Джузеппе Фрега (1990—1999)
- Джованни Латорре (1999—2013)
- Джино Мирокле (2013—2019)
- Никола Леоне (с 2019)